# Vereczkey Zoltán (jogász)
Vereczkey Zoltán (Budapest, 1954. április 11. –) jogász, közéleti személy, vállalkozó, 1998 óta a Pest Vármegyei és Érdi Kereskedelmi és Iparkamara elnöke, a Magyar Kereskedelmi és Iparkamara alelnöke.

## Családja
1954-be született Budapesten. Édesanyja Gyulányi Eugénia színésznő, édesapja Vereczkey Zoltán színész. Felesége dr. Szűcs Judit, gyermekei Judit és Zoltán.

## Életútja
Felsőfokú tanulmányait Győrben a Közlekedési és Távközlési Műszaki Főiskola, közlekedési üzemmérnök szakán végezte 1985-ben. Párhuzamosan, Pécsen a Janus Pannonius Tudomány Egyetemen megszerezte a jogtudományok doktora címet.
Az egyetemi évek után, 1986-ban a Pest Megyei Duna Volán Vállalat üzemigazgató-helyettese, forgalmi-kereskedelmi igazgatója majd a vállalati átalakulást követően a a cég ügyvezető igazgatója lett. 1995-1998 között a Pest Vármegyei és Érdi Kereskedelmi és Iparkamara főtitkáraként dolgozott. 1999-2003 között a Volánbusz Zrt. - az ország legnagyobb közúti, helyközi közlekedést bonyolító társasága - vezérigazgatója volt. A Lechner Tudásközpont és a Széchenyi Programiroda jogelődje a VÁTI Nonprofit Kft-nél vezérigazgató tisztséget töltött be 2010-2012 között, majd a Magyar Gazdaságfejlesztési Központ vezérigazgató tanácsadójaként továbbra is közreműködött az európai uniós fejlesztési programok területén. 2014 és 2017 között a KTI Közlekedéstudományi Nonprofit Kft. ügyvezető igazgatójaként dolgozott.

## Társadalmi megbízatásai
- 1998-tól napjainkig a Pest Vármegyei és Érdi Kereskedelmi és Iparkamara elnöke.
- 1999-2006 között a Magyar Közúti Fuvarozók Egyesületének Személyfuvarozó Tanácsának elnöke, majd 2010-2015 között az egyesület elnöke.
- 2000-től a Magyar Kereskedelmi és Iparkamara alelnöke.

| Dátum     | Kollégium                                                    |       |
| --------- | ------------------------------------------------------------ | ----- |
| 2000-2004 | Kisvállalkozásért felelős kollégium                          | elnök |
| 2000-2004 | Közlekedési kollégium, Út- és Infrastruktúra szekció         | elnök |
| 2004-2016 | Adózási és közteherviselési kérdésekkel foglalkozó kollégium | elnök |
| 2020-     | Fenntarthatósági és Környezetvédelmi kollégium               | elnök |

## Kitüntetései
- Magyar Kereskedelmi és Iparkamara elnöki aranyérem (2000)
- Baross Gábor-díj [9](2002)
- Mercur-díj - Magyar Kereskedelmi és Iparkamara (2010)
- Az év embere 2011 - Magyar Közlekedés folyóirat (2012)
- A Magyar Érdemrend lovagkeresztje (2014)